# Pierced from Within
Pierced from Within – trzeci album studyjny amerykańskiej grupy muzycznej Suffocation. Wydawnictwo ukazało się 23 maja 1995 roku nakładem wytwórni muzycznej Roadrunner Records. Nagrania zostały zarejestrowane w Morrisound Recording w Tampie w stanie Floryda we współpracy z producentem muzycznym Scottem Burnsem.

## Lista utworów
Opracowano na podstawie materiału źródłowego.
1. „Pierced from Within” - 4:26
2. „Thrones of Blood” - 5:14
3. „Depths of Depravity” - 5:33
4. „Suspended in Tribulation” - 6:31
5. „Torn into Enthrallment” - 5:25
6. „The Invoking” - 4:36
7. „Synthetically Revived” - 3:53
8. „Brood of Hatred” - 4:36
9. „Breeding the Spawn” - 5:09